# Rodoviária Internacional de Rio Branco
O Rodoviária Internacional de Rio Branco é um terminal rodoviário localizado na cidade de Rio Branco, município no estado do Acre, Brasil.
Trata-se da maior rodoviária do estado do Acre em tamanho e fluxo.

## Construção
Inaugurado em setembro de 2012, a obra foi executada pela empresa acreana Albuquerque Engenharia e gerou cerca de 150 empregos em sua plenitude. A implantação da edificação valoriza a vegetação existente no terreno.
“A forma arquitetônica faz uso de concreto armado e estruturas metálicas, tendo como base a identidade regional e o conforto ambiental” – a expressão resume a essência do projeto de Álvaro Luque inicialmente gerenciado pela equipe de Wolvenar Camargo, então secretário de Obras de Rio Branco. A gestão teve continuidade com a equipe de Claudia Cunha, que ocupou o lugar de Camargo quando este foi convidado para cuidar da Secretaria de Obras do Estado.
O projeto está conectado ao advento da Rodovia Interoceânica. Os recursos investidos na obra totalizam R$ 17 277 008,82, dos quais R$ 5 850 000,00 são do Governo do Brasil e R$ 11 377 008,32 de recursos próprio do município.

## Características
Os acessos se dão pela Estrada Via Verde, BR-364 e rodovia AC-040, e do terminal partem linhas para as cidades do Vale do Purus, Envira, Juruá, Baixo e Alto Acre. Atende também Rondônia e Mato Grosso, além do Peru e Bolívia.
A rodoviária está distribuída em dois pavimentos e atende uma média de quarenta mil passageiros por mês, com previsão de fluxo de chegadas/partidas de sessenta veículos por dia. Ocupa uma área de 186 000 m² adquiridos pela Prefeitura exclusivamente para implantação do terminal e o espaço construído é de 7 600 m². A rodoviária possui em sua estrutura:
- Guichês para compra de passagens
- Plataformas de embarques e desembarques
- Sanitários
- Restaurantes
- Lanchonete
- Ponto de táxi
- Ponto de ônibus